# FC Olympia 03 Osnabrück
FC Olympia 03 Osnabrück was een Duitse voetbalclub uit Osnabrück, Nedersaksen.

## Geschiedenis
De club werd opgericht in 1903 en sloot zich aan bij de West-Duitse voetbalbond. De club ging in de competitie van Ravensberg-Lippe spelen. In 1910/11 werd de club groepswinnaar en nam het op tegen andere groepswinnaar Hammer FC 1903. Na een 1:0 overwinning verloor de club in de terugwedstrijd met 1:3, maar omdat het doelsaldo nog niet telde in deze tijd kwam er een beslissende wedstrijd die door Olympia met 3:1 gewonnen werd. Hierdoor plaatste de club zich voor de West-Duitse eindronde. De club versloeg Casseler FV 95 en 1. FC Borussia Fulda en verloor dan in de halve finale met 6:1 van VfvB Ruhrort 1900.
Na dit seizoen ging de club in de Westfaalse competitie spelen. Na de Eerste Wereldoorlog fuseerde de club met Teutonia en werd TV 1861 Osnabrück dat in 1921 de naam SuS Osnabrück aannam. In 1924 fuseerde de club met Osnabrücker BV 1899 en werd zo VfL Osnabrück.

## Erelijst
Kampioen Ravensberg-Lippe
1911